# Macuru-de-barriga-castanha
Macuru-de-barriga-castanha (nome científico: Notharchus swainsoni) é uma espécie de ave piciforme da família dos buconídeos (Bucconidae). Pode ser encontrada na Argentina, Brasil e Paraguai. Seus habitats naturais são florestas subtropicais ou tropicais úmidas de baixa altitude e florestas secundárias altamente degradadas.

## Taxonomia e sistemática
Durante a segunda metade do século XX, o macuru-de-barriga-castanha e o que são agora Macuru-de-testa-branca (Notharchus hyperrhynchus) e macuru-de-pescoço-branco (Notharchus macrorhynchos) foram tratados como coespecíficos. Agora é tratado como sua própria espécie monotípica.

## Descrição
O macuru-de-barriga-castanha tem cerca de 23,5 centímetros de comprimento e pesa 72 a 75,6 gramas. A coroa e as partes superiores são pretas com um brilho verde e bordas amareladas nas penas. Tem uma testa branca estreita, garganta e peito superior. As laterais do rosto e uma faixa fina ao redor da nuca são de um branco acinzentado. Uma larga faixa preta separa a parte superior do peito da barriga bege ou levemente avermelhada. Os flancos são cinza. A cor dos olhos pode ser de palha, marrom ou vermelho.

## Distribuição e habitat
O macuru-de-barriga-castanha é encontrado no leste do Paraguai, no extremo nordeste da província de Misiones, na Argentina, e no sudeste do Brasil, do sul da Bahia e Espírito Santo ao sul de Santa Catarina. É residente na Argentina, mas possivelmente se muda de outras partes de sua área para o estado de São Paulo no verão austral. Habita florestas primárias e secundárias úmidas de várzea.

## Comportamento
O macuru-de-barriga-castanha caça a partir de poleiros altos para capturar insetos e, às vezes, pequenos vertebrados; também come algumas frutas. Se sabe que investiga enxames de formigas de correição. Se reproduz em setembro e outubro na parte sul de sua área de distribuição; a temporada em outros lugares não é conhecida. Escava uma cavidade de ninho em um cupim arbóreo, mas nada mais se sabe sobre sua fenologia reprodutiva. Seu canto é uma "sequência descendente de assobios, variando em ritmo, ui-ui---dibule-dibule....

## Situação
A União Internacional para a Conservação da Natureza (UICN / IUCN) avaliou o macuru-de-barriga-castanha como sendo de menor preocupação em sua Lista Vermelha. Tem um alcance razoavelmente grande e, embora sua população não tenha sido quantificada, acredita-se que seja estável. Aparentemente, expandiu sua área de distribuição no Brasil desde cerca de 2000 e ocorre em várias áreas protegidas. Em 2005, foi classificado como vulnerável na Lista de Espécies da Fauna Ameaçadas do Espírito Santo; em 2010, como criticamente em perigo na Lista de Espécies Ameaçadas de Extinção da Fauna do Estado de Minas Gerais; em 2011, como vulnerável na Lista das Espécies da Fauna Ameaçada de Extinção em Santa Catarina; em 2014, como quase ameaçada no Livro Vermelho da Fauna Ameaçada de Extinção no Estado de São Paulo; e em 2018, como quase ameaçada na Lista Vermelha do Livro Vermelho da Fauna Brasileira Ameaçada de Extinção do Instituto Chico Mendes de Conservação da Biodiversidade (ICMBio).